# Nesospiza
Nesospiza – rodzaj ptaków z podrodziny haczykodziobków (Diglossinae) w obrębie rodziny tanagrowatych (Thraupidae).

## Rozmieszczenie geograficzne
Rodzaj obejmuje gatunki występujące na wyspach położonych na południowym Oceanie Atlantyckim: Inaccessible, Tristan da Cunha i Nightingale.

## Morfologia
Długość ciała 16–22 cm, masa ciała 24–53 g.

## Systematyka
Rodzaj zdefiniował w 1873 roku niemiecki ornitolog Jean Cabanis w artykule poświęconym protokołowi z miesięcznego spotkania Niemieckiego Towarzystwa Ornitologicznego, opublikowanym w czasopiśmie Journal für Ornithologie. Gatunkiem typowym jest (oznaczenie monotypowe) tristanik mały (N. acunhae).

### Etymologia
Nesospiza: gr. νησος nēsos ‘wyspa’ (tj. Tristan da Cunha); σπιζα spiza ‘zięba’, od σπιζω spizō ‘ćwierkać’.

### Podział systematyczny
Do rodzaju należą następujące gatunki:
- Nesospiza acunhae Cabanis, 1873 – tristanik mały
- Nesospiza questi P.R. Lowe, 1923 – tristanik żółtobrody
- Nesospiza wilkinsi P.R. Lowe, 1923 – tristanik duży